# Viêm họng do liên cầu khuẩn
Viêm họng do liên cầu khuẩn, còn được gọi là viêm họng liên cầu khuẩn, là một bệnh nhiễm trùng ở phía sau họng bao gồm cả amidan do nhiễm trùng liên cầu khuẩn nhóm A (GAS) gây ra. Các triệu chứng thường gặp bao gồm sốt, đau họng, amidan đỏ và các hạch bạch huyết ở cổ. Nhức đầu, và buồn nôn hoặc nôn cũng có thể xảy ra. Một số phát triển một phát ban giống như giấy nhám được gọi là sốt ban đỏ. Các triệu chứng thường bắt đầu từ một đến ba ngày sau khi bị nhiễm khuẩn và kéo dài bảy đến mười ngày.
Viêm họng do liên cầu khuẩn lây lan qua các giọt hô hấp từ người bị nhiễm bệnh. Nó có thể lây lan trực tiếp hoặc bằng cách chạm vào thứ gì đó có giọt nước trên đó và sau đó chạm vào miệng, mũi hoặc mắt. Một số người có thể mang vi khuẩn mà không có triệu chứng. Nó cũng có thể lây lan qua da bị nhiễm liên cầu khuẩn nhóm A. Chẩn đoán được thực hiện dựa trên kết quả xét nghiệm phát hiện kháng nguyên nhanh hoặc phết họng ở những người có triệu chứng.
Phòng ngừa bệnh bằng cách rửa tay và không dùng chung dụng cụ ăn uống. Không có vắc-xin cho bệnh. Điều trị bằng kháng sinh chỉ được khuyến cáo ở những người có chẩn đoán xác nhận. Những người bị nhiễm nên tránh xa người khác trong ít nhất 24 giờ sau khi bắt đầu điều trị. Đau có thể được điều trị bằng paracetamol (acetaminophen) và thuốc chống viêm không steroid (NSAIDS) như ibuprofen.
Viêm họng liên cầu khuẩn là một bệnh nhiễm trùng do vi khuẩn phổ biến ở trẻ em. Đó là nguyên nhân của 15-40% bệnh viêm họng ở trẻ em  và 5-15% ở người lớn. Các trường hợp phổ biến hơn vào cuối mùa đông và đầu mùa xuân. Các biến chứng tiềm ẩn bao gồm sốt thấp khớp và áp xe quanh amiđan.

## Dấu hiệu và triệu chứng
Các dấu hiệu và triệu chứng điển hình của viêm họng do liên cầu khuẩn là đau họng, sốt lớn hơn 38 °C (100 °F), amidan tiết ra (mủ trên amidan) và các hạch bạch huyết cổ lớn.
Các triệu chứng khác bao gồm: nhức đầu, buồn nôn và ói mửa, đau bụng, đau cơ, hoặc phát ban đỏ hoặc, sau này là một phát hiện không phổ biến nhưng có đặc hiệu cao.
Các triệu chứng thường bắt đầu từ một đến ba ngày sau khi tiếp xúc và kéo dài bảy đến mười ngày.

Viêm họng liên cầu khuẩn không thể xảy ra khi có bất kỳ triệu chứng nào của mắt đỏ, khàn giọng, chảy nước mũi hoặc loét miệng. Nó cũng khó xảy ra khi không có sốt. 

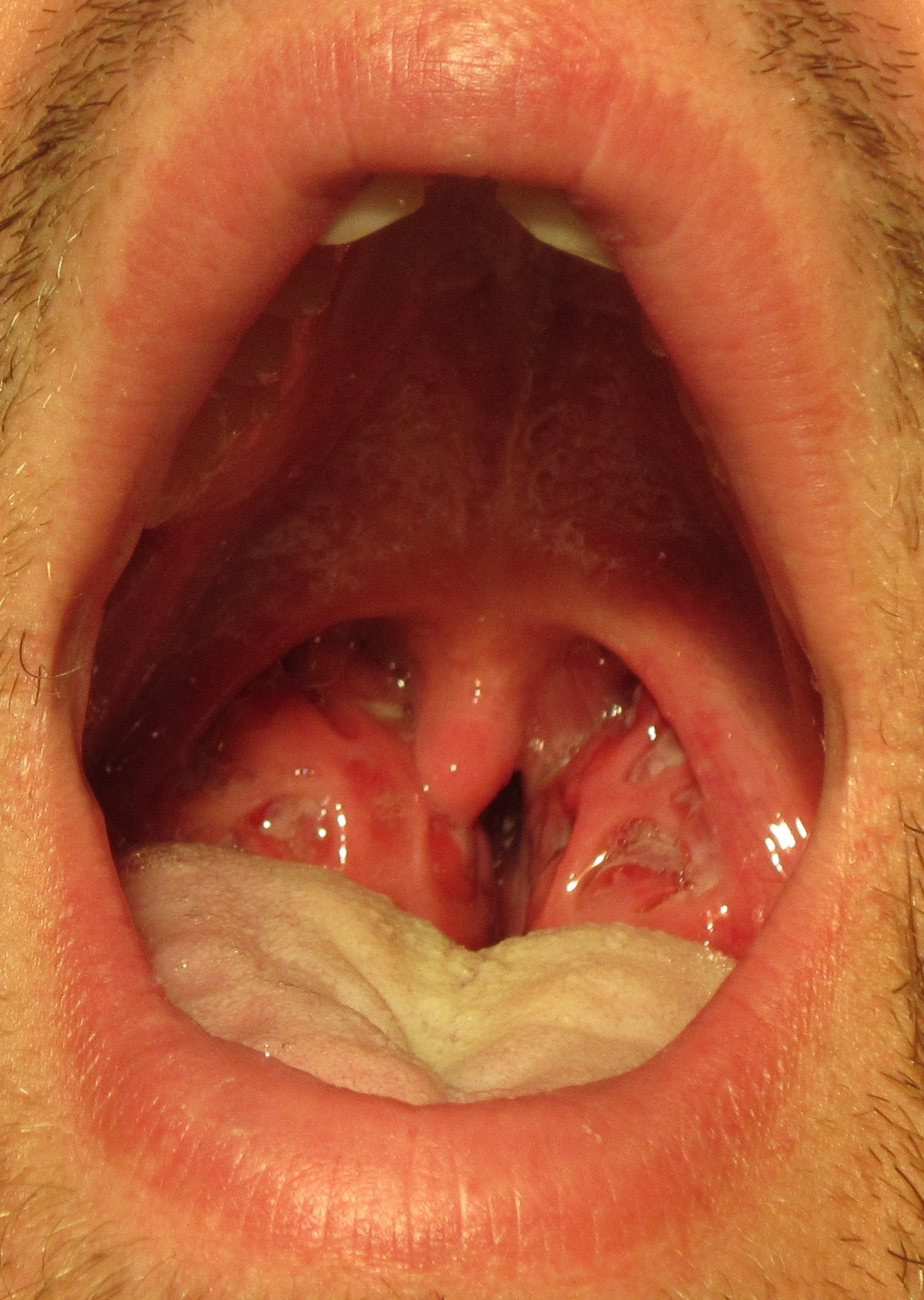
Miệng mở rộng cho thấy cổ họng Nhiễm trùng họng mà trên nền văn hóa đã xét nghiệm dương tính với liên cầu nhóm A. Lưu ý các amidan lớn với chất tiết màu trắng.
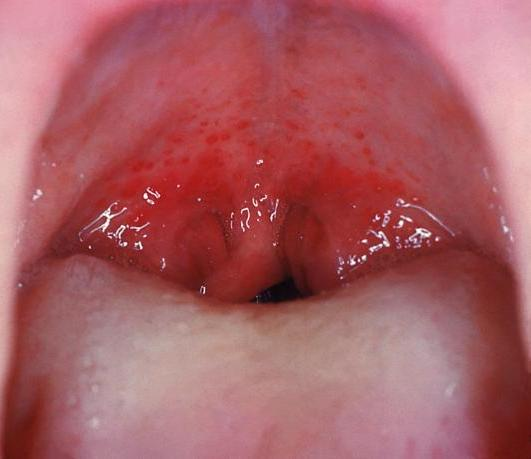
Miệng mở rộng cho thấy cổ họng Lưu ý các petechiae, hoặc các đốm đỏ nhỏ, trên vòm miệng mềm. Đây là một phát hiện không phổ biến nhưng đặc biệt cao trong viêm họng do liên cầu khuẩn.
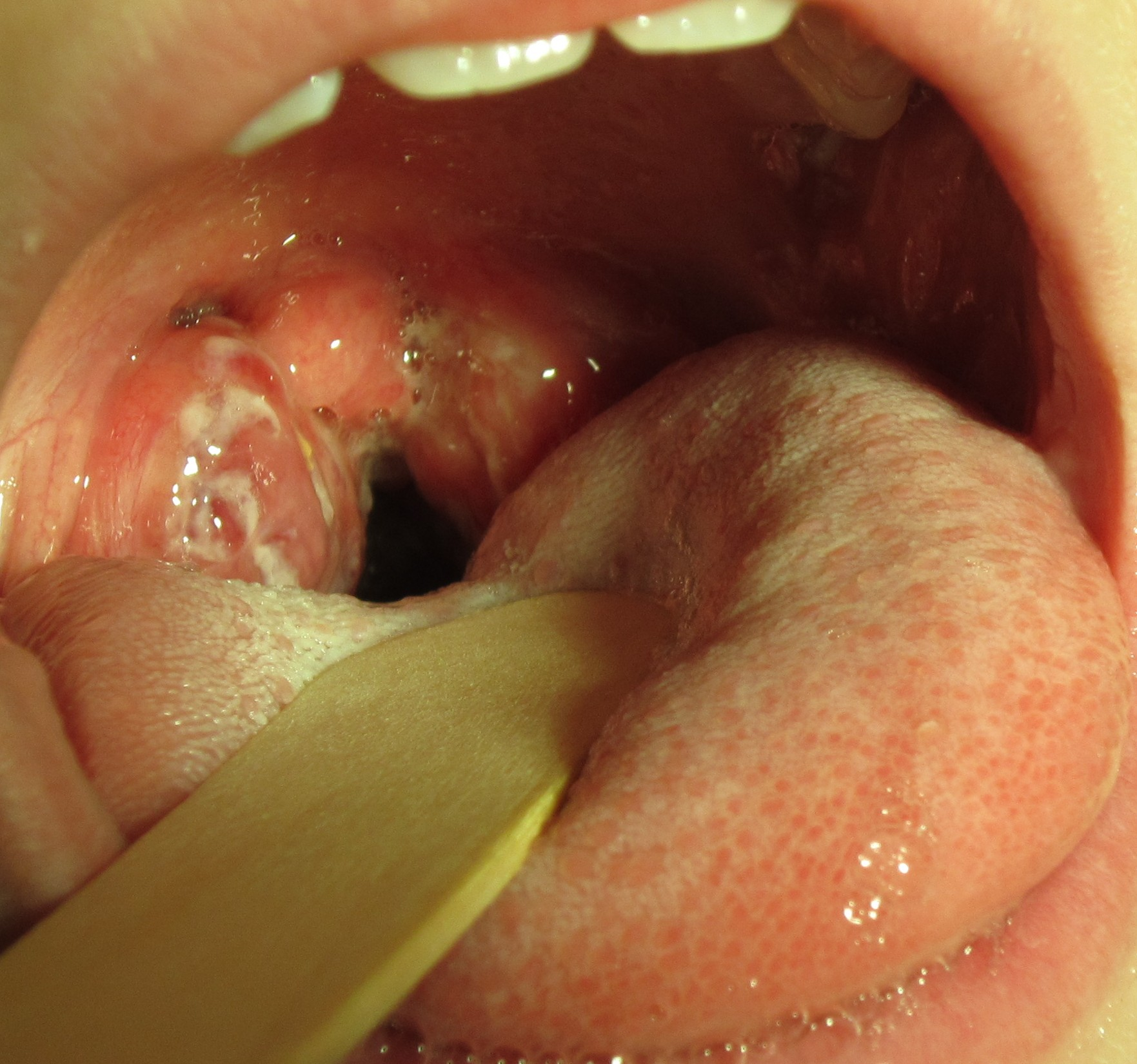
Một bộ amidan lớn ở phía sau cổ họng, phủ đầy màu trắng. Một trường hợp dương tính với văn hóa của viêm họng do liên cầu khuẩn với amidan điển hình xuất tiết ở một đứa trẻ 8 tuổi.